# J.H. Paulli
Just Henrik Voltelen Paulli (født 6. marts 1809 i København, død 11. juli 1865 sammesteds) var en dansk præst. Han var far til Richard August Simon Paulli.
Han blev student fra Det von Westenske Institut 1827. I 1833 blev han cand.theol., i 1835 kateket ved  Helligåndskirken og blev allerede i 1837 forflyttet, da han var blevet kendt som en begavet prædikant, til Christiansborg Slotskirke som slotspræst. Her virkede han i tyve år, indtil han 1857 blev kaldet til stiftsprovst og sognepræst ved Vor Frue Kirke. I 1864 blev han tillige kongelig konfessionarius. 
Paulli stod J.P. Mynster nær i henseende til kirkeligt grundsyn og var stærkt påvirket af ham. Han blev i øvrigt Mynsters svigersøn. H.L. Martensen og Paulli var fortrolige venner, og Martensen hørte til stadighed Paullis forkyndelse. Paulli var derfor en af hovedmændene inden for den såkaldte "højkirkelige" retning i den danske kirke. 
Den videnskabelige teologi syslede Paulli også med, trods sin stærkt optagne tid, og navnlig pastoralteologien studerede han. I 1851 blev han dr.theol. på en afhandling om Dr. Niels Hemmingsen's Pastoralteologi, et Bidrag til den praktiske Teologis Historie, i 1854 lærer i homiletik ved pastoralseminariet. Af øvrige skrifter fra hans hånd kan nævnes en prædikensamling Prædikener om Kirken og Sakramenterne (1844) og Kristelige Bønner (1845) samt Taler i Kirken og ved særegne Lejligheder, samlede efter hans død af C.L.N. Mynster og udgivne 1866. 
Paulli var formand for Københavns gejstlige konvents salmebogskomité, der i 1844 udgav et prøvehæfte med salmer. 1840 blev han Ridder af Dannebrog og 1860 Dannebrogsmand.
Han er begravet på Assistens Kirkegård.

## Gengivelser
- To portrætmalerier af David Monies ca. 1838
- To litografier af Edvard Fortling efter tegning af J.V. Gertner, det ene 1843
- Afbildet på Gertners tegning, 1846, af salvingen 1840 (De Danske Kongers Kronologiske Samling)
- Karikatur 1858
- Xylografi 1860 efter tegning af Henrik Olrik efter foto; herefter litografi af I.W. Tegner 1861, litografi 1863 og xylografi 1865
- Tegning af Wilhelm Marstrand
- Buste af Theobald Stein 1865
- Relief af H.W. Bissen 1866-67 (på monument i Vor Frue Kirke, København); tegning hertil af samme